# Beyoba, Edremit
Beyoba là một xã thuộc huyện Edremit, tỉnh Balıkesir, Thổ Nhĩ Kỳ. Dân số thời điểm năm 2010 là 170 người.